# جزایر دیگو رامیرز
جزایر دیگو رامیرز (اسپانیایی: Islas Diego Ramírez‎) مجموعه‌ای از چند جزیره کوچک متعلق به کشور شیلی است.
این جزایر که در جنوب غربی دماغه هورن قرار دارند مجموعاً دارای یک کیلومتر مربع مساحت می‌باشند.

## نگارخانه

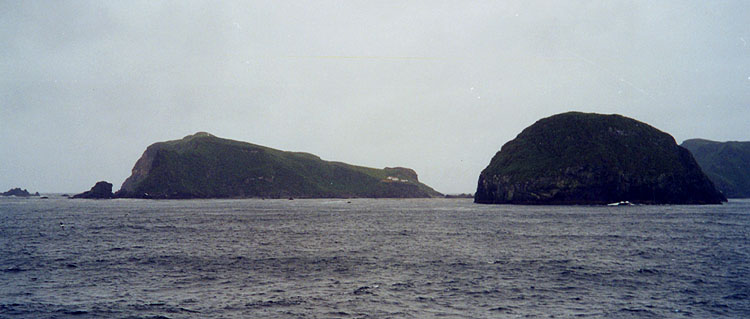
Diego Ramirez Islands.
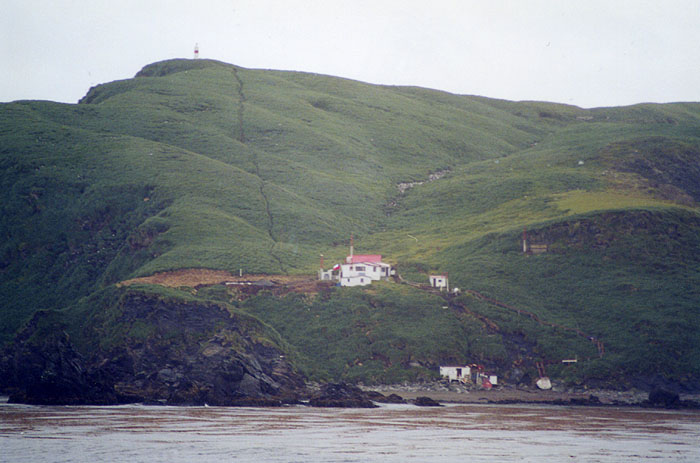
The Chilean station on Isla Gonzalo, with the beacon visible at highest point of the island.